# ネイサン・エイドリアン (バスケットボール)
ネイサン・ジョセフ・エイドリアン（Nathan Joseph Adrian, 1995年3月21日 - ）は、アメリカ合衆国ウェストバージニア州モーガンタウン出身の元プロバスケットボール選手。ポジションはパワーフォワード。

## 経歴
2019年にMN1 (フランス3部) のJSAボルドー・バスケットでプロキャリアをスタートさせる。翌年はUSL (ウクライナ1部) のMBCミコライウ、さらに翌年からはイタリアのクラブでプレー。いずれのチームにも1シーズンしか在籍しないジャーニーマンであった。
2024年にB.LEAGUEの神戸ストークスと契約。背番号は前季までマックス・ヒサタケが着用していた22。ビッグマンでありながら、機動力を活かしたストレッチ・フォーとして活躍した。同年終了後、契約満了により退団し現役引退。

## 人物

### 選手としての特徴
神戸ストークス加入時には、高確率のスリーポイントシュート、機動力、バスケットIQの高さを評価されていた。